# Megapenthes stigmosus
Megapenthes stigmosus là một loài bọ cánh cứng trong họ Elateridae. Loài này được LeConte miêu tả khoa học năm 1853.